# Ау-ам-Лайтаберге
Ау-ам-Лайтаберге (нем. Au am Leithaberge) — ярмарочная коммуна (нем. Marktgemeinde) в Австрии, в федеральной земле Нижняя Австрия.
Входит в состав округа Брук-на-Лайте.  Население составляет 907 человек (на 31 декабря 2005 года). Занимает площадь 16,71 км². Официальный код  —  3 07 01.

## Политическая ситуация
Бургомистр коммуны — Йозеф Яндринич (АНП) по результатам выборов 2005 года.
Совет представителей коммуны (нем. Gemeinderat) состоит из 15 мест.
- АНП занимает 11 мест.
- СДПА занимает 2 места.
- Партия BLK занимает 2 места.